# Betula zinserlingii
Betula zinserlingii — вид квіткових рослин з родини березових (Betulaceae). Цей вид є ендеміком Киргизстану.

## Поширення й екологія
Цей вид є ендеміком Киргизстану. Є дуже мало інформації про середовище проживання чи екологію цього виду.

## Загрози й охорона
Немає повідомлень про загрози та заходи щодо збереження цього виду